# 东雍州 (陕西省)
东雍州，中国南北朝时设置的州。
魏孝明帝孝昌二年（526年）北魏分华州华山郡设置东雍州。治所在郑县（今陕西省渭南市华州区），华山郡下辖华阴县、郑县、夏阳县、敷西县。西魏沿置，西魏废帝三年（554年）华州改为同州，东雍州改为华州。